# Валер'янівка (Луцький район)
Валер'я́нівка — село в Україні, у Луцькому районі Волинської області. Входить до складу Рожищенської міської громади. Населення становить 158 осіб.

## Історія
У 1906 році село Рожиської волості Луцького повіту Волинської губернії. Відстань від повітового міста 17 верст, від волості 5. Дворів 29, мешканців 388.
12 червня 2020 року, згідно з розпорядженням Кабінету Міністрів України  № 708-р, село увійшло до складу Рожищенської міської громади.
19 липня 2020 року, в результаті адміністративно-територіальної реформи та ліквідації Рожищенського району, село увійшло до складу новоутвореного Луцького району.

## Населення
Згідно з переписом УРСР 1989 року чисельність наявного населення села становила 172 особи, з яких 81 чоловік та 91 жінка.
За переписом населення України 2001 року в селі мешкало 158 осіб. 100 % населення вказало своєю рідною мовою українську мову.